# Герб Мензелинска
Герб города Мензелинска Мензелинского района Республики Татарстан Российской Федерации.
Герб утверждён Решением № 2 Совета города Мензелинска 13 июня 2006 года.
Герб внесён в Государственный геральдический регистр Российской Федерации под регистрационном номером 2541 и в Государственный геральдический реестр Республики Татарстан под № 62.

## Описание герба
«В лазоревом (синем, голубом) поле золотой кречет, летящий вправо с воздетыми крыльями и с подобранными лапами».

## Описание символики герба

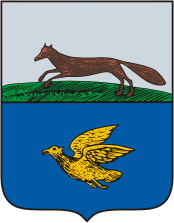
Герб Мензелинска (1782 год)

Описание приводится согласно Положению о гербе Менезелинска:
«Герб города Мензелинск разработан на основе исторического герба уездного города Мензелинска Высочайше утверждённого третьего июля 1782 года (по старому стилю) (Фактическая дата утверждения исторического герба Мензелинска — 8 июня 1782 года. прим. автора), подлинное описание которого гласит:

„Въ верхней части щита гербъ Уфимскій. Въ нижней — летящій кречетъ, въ знакъ изобилія таковаго рода птицъ, въ голубомъ полѣ“.
Герб подчёркивает историческую преемственность и связь многих поколений людей проживающих на Мензелинской земле.
Летящая птица в геральдике — символ возвышенных устремлений, дальновидности, духовности.
Лазурь (синий, голубой цвет) — символ чести, благородства, ясного неба.
Золото — символ богатства, стабильности, уважения и интеллекта».

## История герба
Острог Мензелинск был основан в 1584 году.
В 1781 году указом Екатерины II Мензелинск получил статус уездного города Уфимского наместничества.
Герб города Мензелинска был Высочайше утверждён 8 июня 1782 года императрицей Екатериной II вместе с другими гербами городов Уфимского наместничества (ПСЗРИ, 1781, Закон № 15427)
В законе подлинное описание герба Мензелинска гласило:

«Летящій золотый кречетъ, въ знакъ изобилія таковаго рода птицъ въ голубомъ полѣ»
В верхней части щита — герб наместного города Уфы: «Бѣгущая куница въ серебряномъ полѣ».
Герб Мензелинска был составлен в департаменте Герольдии при Сенате под руководством герольдмейстера, действительного статского советника А. А. Волкова.
В 1796 году Мензелинск вошёл в состав Оренбургской губернии.

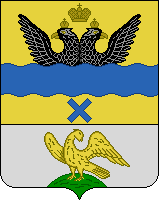
Герб Мензелинска (1839 год)

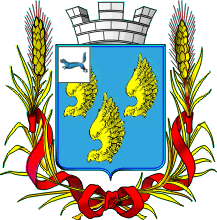
Проект герба Мензелинска (1874 год)

По неподтверждённым архивами данным, которые приводят А. В. Кудин, А. Л. Цеханович в справочнике «Гербы городов, губерний, областей и посадов Российской Империи. 1649—1917 гг.» 30 декабря 1839 года был утверждён новый герб Мензелинска: «В верхней части герб Оренбургской губернии. В нижней части в серебряном поле на зелёной горе золотой кречет».
В 1865 году Мензелинск вновь перешёл в Уфимскую губернию.
В 1874 году, в период геральдической реформы Кёне, был разработан проект нового герба уездного города Мензелинска (официально не утверждён):
«В лазоревом щите три золотых птичьих крыла: 2 и 1. В вольной части герб Уфимской губернии. Щит увенчан серебряной стенчатой короной и окружён золотыми колосьями, соединёнными Александровской лентой».
В советский период исторический герб Мензелинска не использовался.
В 1981 году по проекту Н. Н. Хабибуллина был разработан новый герб Мензелинска (официально не утверждён). Проект герба имел следующий вид: «Герб представляет собой щит французской формы с полуволнистым поясом (верхняя граница пояса прямая, а нижняя — волнообразная) зелёного цвета. Зелёный цвет отображает лесное богатство. Верхнее поле гербового щита голубого цвета, а нижнее — синего. В верхней части герба (на поясе и в голубом поле) помещено изображение части шестерни и колос, выполненные серебром, символизирующие сельскохозяйственные район. В нижней части в синем поле — серебряный летящий ястреб, символизирующий силу и славу района. Синее поле с волной в верхней части символизирует окружение Мензелинска Нижнекамским водохранилищем».

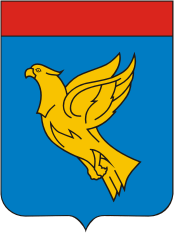
Герб Мензелинского района (2006 год)

В 1994 году был выпущен сувенирный значок с проектом герба Мензелинска. Проект повторял вариант 1981 года, но в вольной части щита был размещён герб республики Татарстан и основное поле щита стало зелёным.
13 июня 2006 года был утверждён новый герб Мензелинска за основу которого был исторический герб (1782 года).
Реконструкция герба произведена авторской группой Геральдического совета при Президенте Республики Татарстан совместно с Союзом геральдистов России в составе:
Рамиль Хайрутдинов (Казань), Радик Салихов (Казань), Константин Моченов (Химки), Роберт Маланичев (Москва), Кирилл Переходенко (Конаково), Оксана Афанасьева (Москва).
24 ноября 2006 года решением Совета Мензелинского муниципального района был утверждён герб Мензелинского района.
За основу герба Мензелинского муниципального района, также был взят исторический герб уездного города Мензелинска (1782 года). Герб района отличается от ныне действующего городского герба Мензелинска красной главой.